# Náměstí Míru (métro de Prague)
Náměstí Míru (en tchèque : Náměstí Míru), est une station de la ligne A du métro de Prague. Elle est située sous la place éponyme, dans le quartier de Vinohrady, 2e district de Prague en Tchéquie.
Le quai est situé à −53 m sous la surface, ce qui en fait la station la plus profonde du métro pragois. Ce n'est cependant pas le point le plus profond du métro pragois puisque le tunnel entre les stations Hradčanská et Malostranská descend jusqu'à −68 m.

## Situation sur le réseau

Plan du métro (2015).

Établie en souterrain à 53 m de profondeur, Náměstí Míru, est  une station de passage de la ligne A du métro de Prague. Elle est située entre la station Muzeum, en direction du terminus nord-est Letňany, et la station Jiřího z Poděbrad en direction du terminus est Depo Hostivař.
Elle dispose d'un quai central encadré par les deux voies de la ligne. À proximité deux embranchements à voie unique relient les voies de la ligne A à celles de la ligne C.

## Histoire
Le chantier de construction débute en 1973 et la station Náměstí Míru est mise en service le 12 août 1978, lors de l'ouverture à l'exploitation de la première section de la ligne A, entre Náměstí Míru et Dejvická. Station terminus, elle est établie à −53 m, ce qui en fait la station la plus profonde du métro de Prague. Elle mesure 114,7 m de longueur et 20,5 m de largeur. Sa construction a coûté 303 millions de couronnes tchécoslovaques.

## Services aux voyageurs

### Accès et accueil
Les accès permettent de rejoindre un hall en relation avec le quai par un escalier mécanique de 87 m. avec 533 marches ce qui en fait un des plus longs de l'Union européenne, de type Victoria FT 732 il progresse à la vitesse de 0,75 m/s, ce qui permet une montée ou une descente de 2 minutes et 15 secondes. Il n'y a par contre pas encore d'ascenseur, ce qui en fait une station non accessible aux personnes à la mobilité réduite.

Installations
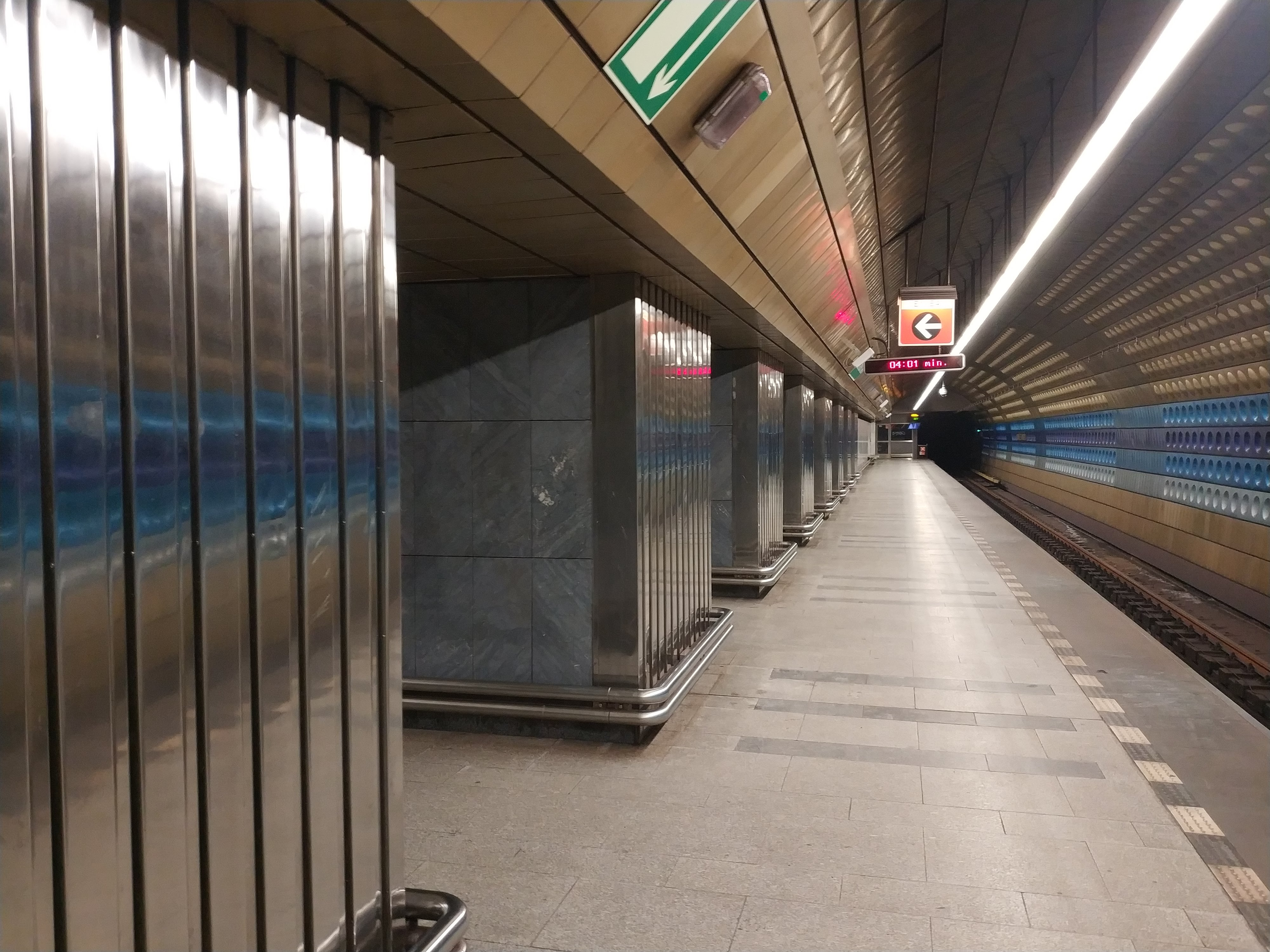
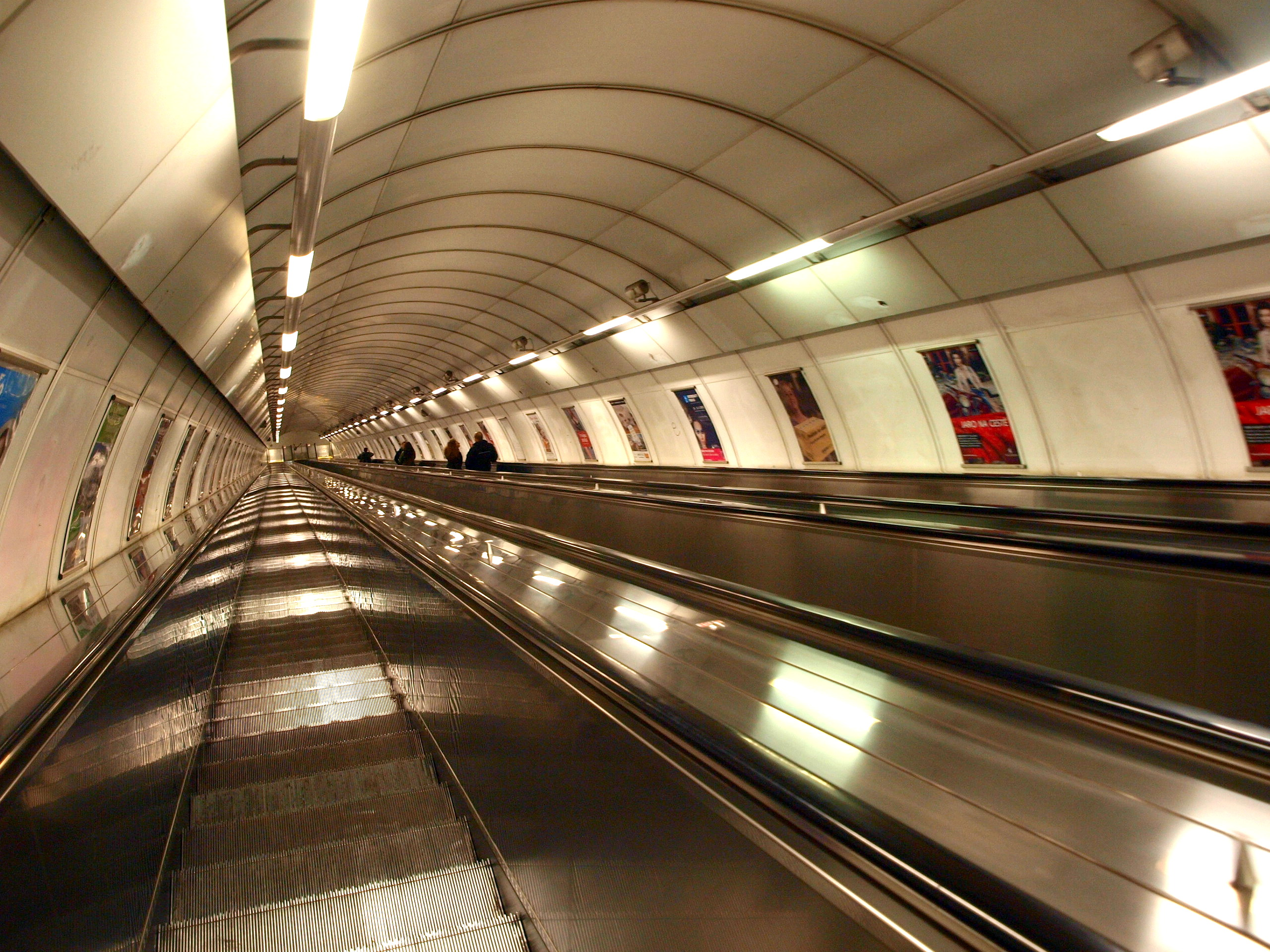

### Desserte
Náměstí Míru est desservie par les rames qui circulent sur la ligne A du métro de Prague.

Installations et desserte
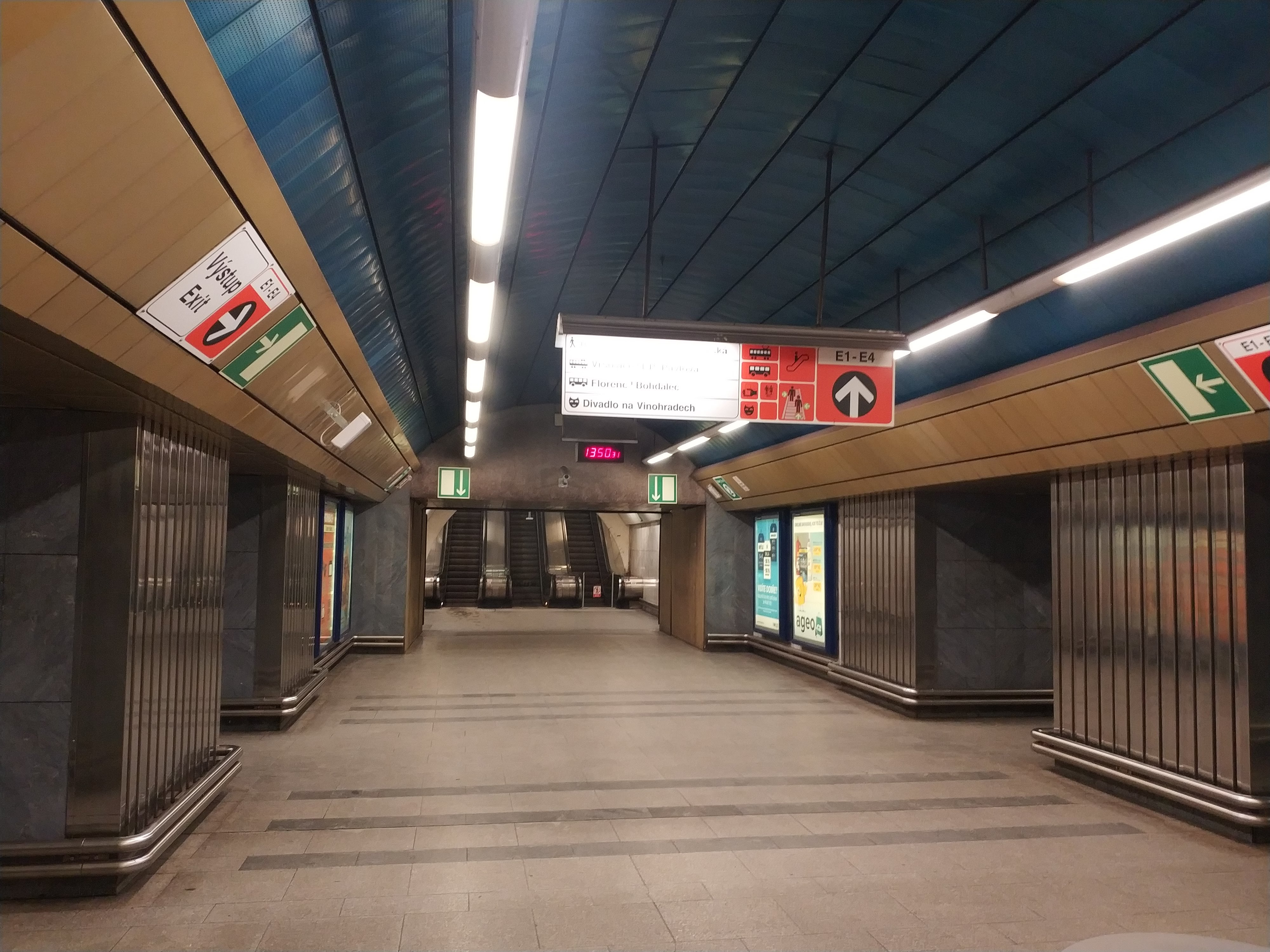
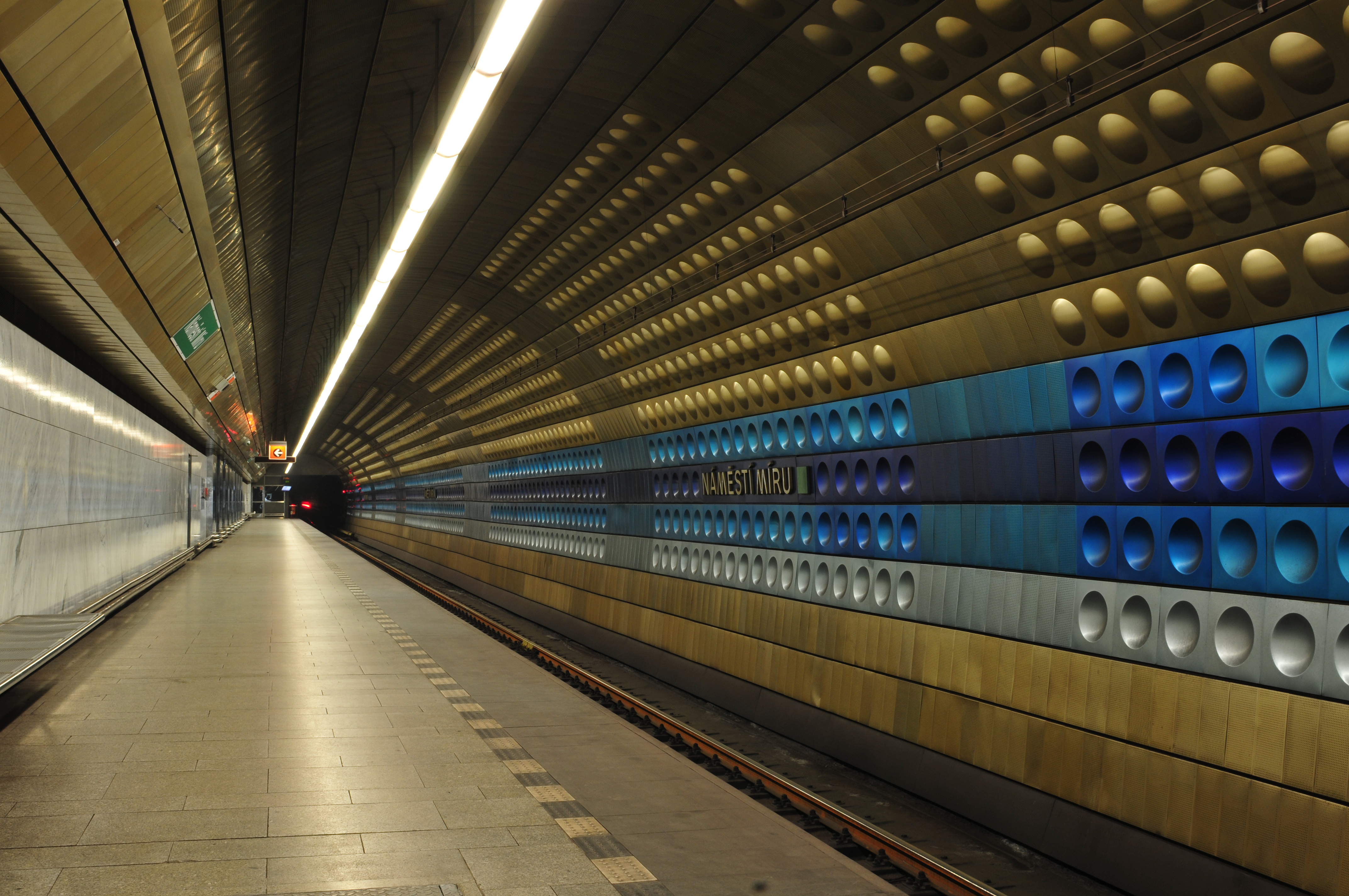
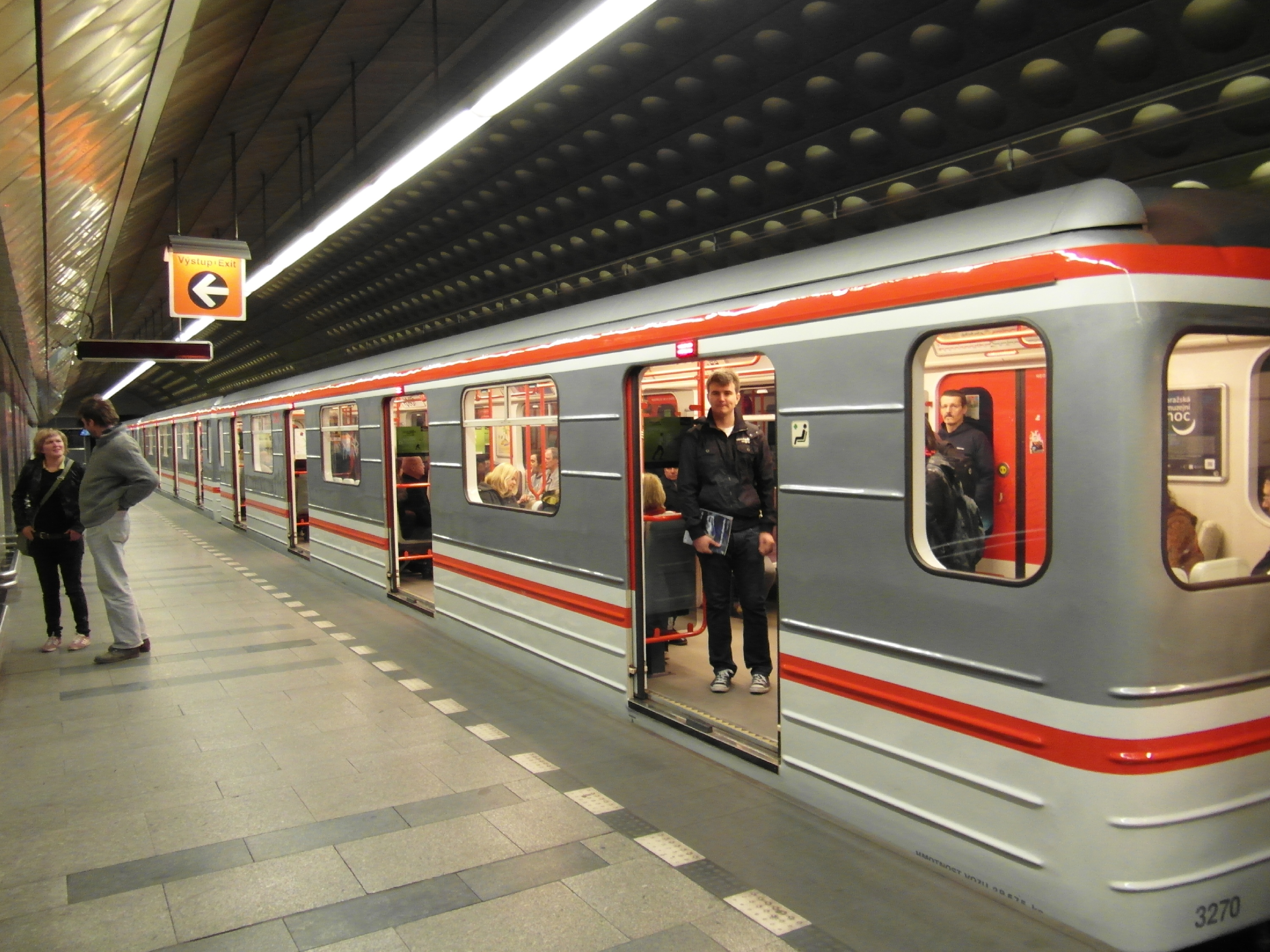

### Intermodalité
À proximité, la station Muzeum du Tramway de Prague est desservie par les lignes 2, 3, 10, 13, 16 et 21. Des arrêts de bus sont desservis par les lignes 135 et X91.

## À proximité
- Place de la Paix (Prague)
- Église Sainte-Ludmila de Prague
- Théâtre de Vinohrady

## Projet
Il est prévu, vers 2024, la création d'une correspondance avec la ligne D en construction.